# Grand Prix (film)
Grand Prix is een Amerikaanse dramafilm uit 1966 onder regie van John Frankenheimer (1930-2002).

## Beschrijving
Grand Prix handelt over de geromantiseerde lotgevallen van een aantal autocoureurs tijdens het Formule 1-seizoen 1966. Hoofdrollen in de film worden gespeeld door James Garner, Eva Marie Saint, Yves Montand, Brian Bedford en Antonio Sabàto. Toshiro Mifune heeft een op Soichiro Honda geïnspireerde rol als eigenaar van een Formule 1-ploeg. De film bevat authentiek beeldmateriaal van Formule 1-wedstrijden. Ook komen er verscheidene bekende autocoureurs in voor, waaronder Phil Hill, Graham Hill, Juan Manuel Fangio, Jim Clark, Jochen Rindt, Jack Brabham, Richie Ginther en Bruce McLaren. De muziek in de film werd gecomponeerd door Maurice Jarre. Hoewel de film geen groot kassucces was, won hij in 1967 Academy Awards voor Best Sound Effects, Best Film Editing en Best Sound. Onder liefhebbers van de Formule 1 verkreeg Grand Prix een zekere cultstatus. In 2006 werd de film ook op dvd en hd-dvd uitgebracht.

## Productie
De Formule 1-wagens in de film waren voor het grootste deel omgebouwde Formule 3-auto's, al werd ook beeldmateriaal gebruikt dat in echte F1-wedstrijden was geschoten. Een gedeelte daarvan werd in 1966 opgenomen tijdens de GP van Monaco en de GP van België door Phil Hill, F1-wereldkampioen in 1961. Daartoe werden aangepaste camera-auto's gebruikt, een van de eerste experimenten op dit terrein binnen de Formule 1.
In de rijvaardigheid van de acteurs zaten grote verschillen. Bedford kon amper autorijden en Sabàto was zenuwachtig en langzaam. Na een bijna-ongeluk tijdens de eerste filmopnames durfde Montand niet meer hard te rijden, waarop voor hem een speciale auto werd gemaakt die werd gesleept. Garner bleek echter een uitstekend coureur, die in mini-wedstrijden tijdens opnamepauzes soms beter presteerde dan de gecontracteerde professionele coureurs.

## Rolverdeling
| Acteur          | Personage             |
| --------------- | --------------------- |
| James Garner    | Pete Aron             |
| Eva Marie Saint | Louise Frederickson   |
| Yves Montand    | Jean-Pierre Sarti     |
| Toshiro Mifune  | Izo Yamura            |
| Brian Bedford   | Scott Stoddard        |
| Jessica Walter  | Pat                   |
| Antonio Sabàto  | Nino Barlini          |
| Françoise Hardy | Lisa                  |
| Adolfo Celi     | Agostini Manetta      |
| Claude Dauphin  | Hugo Simon            |
| Enzo Fiermonte  | Guido                 |
| Geneviève Page  | Monique Delvaux-Sarti |
| Jack Watson     | Jeff Jordan           |
| Donald O'Brien  | Wallace Bennett       |
| Jean Michaud    | Vader van de kinderen |